# Murilo Felix
Murilo Berbet Avigo Félix (Limeira, 28 de janeiro de 1988), mais conhecido como Murilo Félix, é um empresário e político brasileiro, atualmente filiado ao Podemos. Foi deputado estadual pelo estado de São Paulo e atualmente serve como o 67.º Prefeito de Limeira de 1 de janeiro de 2025 até os dias atuais.
Autodeclara-se defensor da causa animal, tendo feito diversos trabalhos de resgate e escrito um livro sobre adoção. Juntamente com Dimitri Sean, de São Carlos, Murilo é autor de um projeto que visa instituir no Brasil um Estatuto de Proteção Animal. Além disso, tem diversos projetos de lei de proteção às pessoas portadoras do Transtorno do Espectro Autista (TEA).

## Biografia
Filho do ex-prefeito de Limeira, Silvio Félix e da ex-vereadora e ex-deputada estadual Constância Félix, é casado com Luciana Avigo Félix e pai de 2 filhas: Luisa e Laura.
Estudou Administração Pública e Administração de Empresas na Fundação Getúlio Vargas, FGV-EAESP com passagens pela Universidade Harvard nos Estados Unidos e pela Universidade HEC Montreal no Canadá. Atua em diversas causas sociais, sendo a causa animal, desde 2018, a que ganhou maior repercussão.

## Carreira política

### Disputas eleitorais
Em Limeira, é presidente do Podemos e já concorreu a quatro eleições, sendo três para prefeito e uma para deputado.
Em 2016, quando era filiado ao PDT, obteve 27.143, 19,36% do total. Ele foi o segundo candidato mais votado na cidade.
Já em 2018, pelo Podemos, concorreu a uma das cadeiras da Assembleia Legislativa do Estado de São Paulo (ALESP). Ele recebeu 37.887 (0,21%) e tornou-se suplente do ex-deputado José Aprígio.
Em 2020, de volta ao cenário, Murilo Félix disputou novamente a eleição para prefeito de Limeira e conseguir ir para o segundo turno, na primeira vez que a cidade escolheu o chefe do Executivo em duas etapas.
No primeiro turno, teve 31.402 votos (22,4%) e, no segundo turno, 60.056 (45,1%). No mesmo dia em que perdeu a eleição municipal, soube que ocuparia pela primeira vez um cargo público, o que se confirmou em 4 de janeiro de 2021, quando foi empossado deputado na ALESP. A vaga havia sido deixada por Aprígio, que renunciou o mandato de deputado para exercer o cargo de prefeito de Taboão da Serra.
Na disputa pela Prefeitura de Limeira, uma das suas bandeiras foi o microcrédito, alternativa de financiamento para pequenos empreendedores urbanos e rurais a juros baixos e de forma coletiva. Outras propostas relevantes foram o Centro de Prevenção do Câncer e o Hospital Veterinário Público. O Plano Pós-Pandemia, inserido em seu Plano de Governo, foi um diferencial que o inspira até hoje na condução do seu mandato como deputado estadual, considerado evidentemente todas as diferenças entre os cargos.

### Como deputado estadual

#### Projetos de lei
Em três meses de mandato, Murilo Félix já protocolou nove projetos de lei na Assembleia Legislativa do Estado de São Paulo (ALESP). O mais recente autoriza o Executivo a implantar um Programa de Saúde Emocional às Vítimas da Covid-19 em todo o Estado de São Paulo. Se a propositura prosperar, o programa deverá ser vinculado à Secretaria de Estado da Saúde para oferecer apoio psicológico aos pacientes com sequelas da doença e propiciar amparo psicológico aos familiares que vivenciam o luto pela perda de parentes, vítimas da doença.
O atendimento poderá ser realizado de forma virtual ou presencial por intermédio dos Centros de Atenção Psicossocial (CAPs) e ainda por órgãos similares, a critério da pasta.
Em benefício aos idosos e em consonância com o envelhecimento populacional, o deputado fez um projeto de lei que visa a implantação de políticas públicas para o diagnóstico e tratamento das pessoas com a Doença de Alzheimer. Baseada em uma lei de Limeira, a proposta de Murilo Félix garante políticas públicas para pacientes e familiares em todo o Estado de São Paulo, proporcionando qualidade de vida e dignidade aos idosos e familiares. Uma das metas é oferecer o teste cognitivo o mais precoce possível em todas as unidades da rede pública, possibilitando o início do tratamento na fase inicial.
Já em relação às crianças e adolescentes, o deputado apresentou um projeto de lei que insere a educação financeira nas escolas, onde deverá ser propiciado o acesso às noções básicas de economia, o desenvolvimento do hábito de poupar, o conhecimento das formas básicas de investimento e a consciência da importância do planejamento das finanças pessoais. Se o texto avançar nas comissões da ALESP e for aprovado, a disciplina de Educação Financeira e Finanças Pessoais será inserida nos ensinos fundamental e médio.
Ainda em relação à economia, Murilo Félix é autor de um projeto de lei que institui o Programa Estadual de Apoio às Microempresas, Empresas de Pequeno Porte e Startups.
A propositura permite que o Poder Executivo estabeleça incentivos de competição e mecanismos de desburocratização para o aprimoramento das atividades por meio do Desenvolve SP. O parlamentar considera que os incentivos e a desburocratização serão decisivos agora e no pós-pandemia.
O deputado também milita na busca por inclusão e promoção da acessibilidade. O primeiro projeto de lei de sua autoria institui a Central de Treinamento para Cão-Guia no Estado de São Paulo. O órgão deverá ser vinculado à Secretaria Estadual de Acessibilidade e terá como atribuições o cadastro das pessoas com deficiência visual, prioritariamente de baixa renda, e que necessitam de auxílio para locomoção com o cão-guia. Apesar de ser uma alternativa positiva para a autonomia e da inclusão dos deficientes visuais, o trabalho com o cão-guia ainda é um recurso pouco acessível. Atualmente, existem cerca de 150 deles no Brasil e o tempo de espera para receber um pode chegar a três anos.
O meio ambiente é outra preocupação do deputado, que desenvolveu um projeto de lei que determina o plantio de árvores pelos estabelecimentos bancários, comerciais e de serviços que tenham estacionamento em espaços abertos. Será uma árvore a cada quatro vagas, entre outras regras que contribuirão inclusive com a qualidade do ar.
É também de sua autoria o projeto que cria o Dia do Produtor de Mudas, Sementes, Plantas e Flores no Estado de São Paulo, a ser comemorado anualmente no dia 20 de fevereiro. O objetivo é homenagear os Produtores de Mudas, Sementes, Plantas e Flores, cuja atividade retrocede aos primórdios da economia agroindustrial.
O Brasil é o maior produtor de mudas, sementes, plantas e flores, o Brasil é o maior produtor do mundo, produzindo mudas de centenas de milhares de tipos e espécie, com destaque para mudas de citros.
Atualmente, São Paulo é o estado que mais produz e exporta mudas do Brasil, segundo levantamento divulgado pela Secretaria de Agricultura e Abastecimento. Em 2018, a produção paulista exportou US$ 8,41 milhões, representando 62,3% do valor total do produto exportado pelo País (US$ 13,5 milhões).
A valorização artística e cultural é outra bandeira do seu mandato. Tramita na ALESP um projeto de Murilo que institui o Dia do Grafite em 27 de março, em consonância com o calendário mundial.

#### Comissões e Frente Parlamentar
Murilo Félix assumiu o mandato em meio a um dos momentos mais desafiadores da humanidade depois da Segunda Guerra Mundial. Na ALESP, é membro efetivo da Frente Parlamentar Pró-Vacina, atuando para acelerar o processo de imunização da população contra a Covid-19 no Estado de São Paulo. O deputado já se reuniu com vários prefeitos do interior paulista para contribuir e incentivar o ingresso das prefeituras nos programadas de consórcio de compra das doses.
Em relação às comissões permanentes, o deputado é membro da Comissão de Assuntos Metropolitanos e Municipais, que compete opinar sobre proposições e assuntos de divisão territorial administrativa do Estado; todos os assuntos diretamente relacionados com os municípios e áreas metropolitanas; os assuntos relativos aos transportes em geral e ao trânsito na área abrangente da Região Metropolitana de São Paulo; e a organização ou reorganização de repartições da administração direta ou indireta aplicadas a esses fins.
O parlamentar também é membro da Comissão de Infraestrutura, a qual compete opinar sobre proposições e assuntos relativos a saneamento, abastecimento de água, serviços e obras públicas e ao seu uso e gozo, concessão de uso de bens públicos, energia elétrica ou de outras fontes, bem como sobre a organização ou reorganização de repartições da administração direta ou indireta aplicadas a esses fins.

## Desempenho eleitoral
| Ano  | Eleição               | Partido | Candidato a       | Votos                                               | Resultado  |
| ---- | --------------------- | ------- | ----------------- | --------------------------------------------------- | ---------- |
| 2016 | Municipal de Limeira  | PDT     | Prefeito          | 27 143 (19,36%)                                     | Não eleito |
| 2018 | Estadual em São Paulo | Podemos | Deputado estadual | 37 887 (0,21%)                                      | Suplente   |
| 2020 | Municipal de Limeira  | Podemos | Prefeito          | 1º turno: 31.402 (22,43%) 2º turno: 60.056 (45,12%) | Não eleito |
| 2024 | Municipal de Limeira  | Podemos | Prefeito          | 1º turno: 49.072 (32,29%) 2º turno: 76.049 (51,88%) | Eleito     |